# اولگ تیستول
اولگ تیستول (اوکراینی: Олег Михайлович Тiстол؛ زادهٔ ۲۵ اوت ۱۹۶۰) نقاشی اهل اتحاد جماهیر شوروی سوسیالیستی است.